# Eleição para regente no Brasil em 1835
A Eleição para Regente do Brasil em 1835, ocorreu no dia 7 de Abril de 1835, sendo feita pra escolher o Regente do Brasil, que seria único, como determinava o Ato Adicional. Segundo a lei nº 16, de 12 de Agosto de 1834, o Regente seria escolhido indiretamente, mas, não pela Assembleia Geral, mas sim, pelos mesmos eleitores de comarca que escolhiam os Deputados.  Os eleitores da freguesia, escolhiam os eleitores compromissários, que escolhiam os eleitores da paróquia, que escolhiam os eleitores da comarca. O total de eleitores de comarca nessa eleição, era de 6000.

## Resultados
Os mais votados foram membros do partido moderado. Diogo Feijó ganhou por apenas uma diferença de aproximadamente 575 votos. Feijó venceu nas províncias de Rio Grande do Sul, São Paulo, Minas Gerais, Espírito Santo e Ceará. 
| Eleição para Regente do Brasil em 1835                          | Eleição para Regente do Brasil em 1835 | Eleição para Regente do Brasil em 1835 | Eleição para Regente do Brasil em 1835 | Eleição para Regente do Brasil em 1835 |
| Candidato a Regente                                             | Partido                                | Votos                                  | Porcentagem                            |                                        |
| --------------------------------------------------------------- | -------------------------------------- | -------------------------------------- | -------------------------------------- | -------------------------------------- |
| Diogo Feijó                                                     | Partido Moderado                       | 2826                                   | 47,09                                  |                                        |
| Antônio Francisco de Paula de Holanda Cavalcanti de Albuquerque | Partido Moderado                       | 2251                                   | 37,51                                  |                                        |
| José da Costa Carvalho                                          |                                        | 847                                    | 14,11                                  |                                        |
| Pedro de Araújo Lima                                            |                                        | 760                                    | 12,66                                  |                                        |
| Francisco de Lima e Silva                                       |                                        | 629                                    | 10,48                                  |                                        |
| Manuel de Carvalho Pais de Andrade                              |                                        | 605                                    | 10,08                                  |                                        |
| Bernardo Pereira de Vasconcelos                                 |                                        | 595                                    | 9,91                                   |                                        |
| Total de votos                                                  | Total de votos                         | 6000                                   | 100                                    |                                        |